# Milieuhygiënisch bodemonderzoek in Nederland
Het milieuhygiënisch bodemonderzoek in Nederland is wettelijk voorgeschreven om de kwaliteit van de bodem te kunnen bepalen. Voor de wijze van onderzoek zijn normen opgesteld met als doel een uniform, controleerbaar en onderling vergelijkbaar systeem van bodemonderzoek te verkrijgen.

## Gemeente
Bij een bodemonderzoek worden de gebruiks(on)mogelijkheden onderzocht die de bodemkwaliteit biedt. Het is een gemeentelijke taak te beoordelen of er bij gevallen van niet-ernstige bodemverontreiniging gebouwd mag worden.
Bodemonderzoek kan naar oordeel van de gemeente noodzakelijk zijn bij:
- bij aanvraag van een bouwvergunning,
- bij aanvraag van een milieuvergunning,
- bij gronduitgiftetransacties, waarbij de gemeente betrokken is,
- als de gemeente als eigenaar of gebruiker verontreiniging van grond of grondwater vermoedt.

Aan de hand van diverse onderzoeksmogelijkheden kan een bodemverontreiniging in kaart worden gebracht.

## Onderzoek
Om de bodemkwaliteit van een bepaalde locatie vast te leggen en de kosten te beperken, worden er in het algemeen een klein aantal grondboringen uitgevoerd en peilbuizen geplaatst. Van de genomen grond- en grondwatermonsters wordt op basis van veldwaarneming vervolgens weer een beperkt aantal geselecteerd en in een laboratorium geanalyseerd. Om te kunnen waarborgen dat er na het uitvoeren van een bodemonderzoek een betrouwbare inschatting gemaakt kan worden van de bodemkwaliteit ter plaatse en om onderzoeken onderling te kunnen vergelijken, moeten de onderzoeken uitgevoerd worden volgens vastgestelde protocollen. 

### Typen onderzoek
- Historisch onderzoek wordt uitgevoerd om potentiële bodemverontreinigende activiteiten te kunnen lokaliseren, waardoor een kwalitatief beter en efficiënter vervolgonderzoek kan worden uitgevoerd. Bij dit type onderzoek worden nog geen boringen in de bodem verricht maar worden bijvoorbeeld gegevens uit oude Hinderwetvergunningen, Kamer van Koophandel- en kadastergegevens en luchtfoto's gebruikt. Ook kan de locatie worden bezocht en kunnen omwonenden en (oud-)werknemers worden geïnterviewd. Op basis van het vooronderzoek kan een onderzoekshypothese worden vastgesteld, waaruit door een soort differentiële diagnose een onderzoeksstrategie volgt.
- Indicatief onderzoek (ook wel Oriënterend onderzoek genoemd) (IO of OO); op basis van een beperkt historisch onderzoek wordt met een minimale inspanning gekeken of een potentieel probleem op de betreffende locatie aanwezig is. Dit bodemonderzoek heeft tot doel na te gaan of er op bepaalde gronden 'ernstige' aanwijzingen zijn voor de aanwezigheid van een bodemverontreiniging. Dit bodemonderzoek bestaat uit een beperkt historisch onderzoek en een beperkte monstername. Op basis van dit bodemonderzoek kan een locatie opgenomen worden in het register van verontreinigde locaties. Als er sprake is van ernstige verontreinigingen, dan is de uitvoering van een verkennend onderzoek nodig.
- Verkennend onderzoek (VO); Heeft een meer gericht karakter, waarbij meer specifieker wordt gekeken naar de historie van de locatie.
- Aanvullend onderzoek (AO); Op het moment dat de resultaten van het voorgaand onderzoek aanleiding geven om verder onderzoek uit te voeren heet dat een aanvullend bodemonderzoek. Uiteenlopende redenen zijn te noemen waarom deze niet gelijk met het verkennend onderzoek is uitgevoerd.
- Nader onderzoek (NO); In die gevallen waarbij blijkt dat er daadwerkelijk een bodemprobleem (bodemverontreiniging) is aangetoond in voorgaand onderzoek, wordt dit nader onderzocht.

Vervolg op nader onderzoek kan zijn dat alsnog een (extra) aanvullend onderzoek wordt uitgevoerd of dat er na een saneringsonderzoek een saneringsplan wordt opgesteld en uitgevoerd. Een bodemsaneringstraject wordt met een evaluatie afgesloten. Door de traditionele manier van bodemonderzoek (boren, monstername en analyse) te combineren met nieuwere onderzoekstechnieken zoals milieusonderingen, geofysische meettechnieken etc., kan het bodemonderzoek beter (onzekerheden worden geminimaliseerd), sneller (er zijn minder veldwerkronden nodig) en goedkoper (door gerichte bemonstering zijn minder analyses nodig) uitgevoerd worden.

## Protocollen en normen
De bekendste protocollen zijn hieronder aangegeven:
- Verkennend bodemonderzoek conform de NEN 5740;
- Vooronderzoek NEN 5725;
- Verkennend waterbodemonderzoek NEN 5720;
- BOOT onderzoek;
- Protocol nulsituatie/BSB-onderzoek zijn verkennende onderzoeken met een specifiek aanleiding en doel - de milieuvergunning;
- Protocol nader onderzoek;
- Streef- en interventiewaarden.

## Toetsing
Sinds 1994 worden de gemeten concentraties (de analyseresultaten), die middels bodemonderzoek worden vastgelegd getoetst aan de Streef- en Interventiewaarden (S&I waarden) uit de Leidraad bodembescherming, zoals gepubliceerd in de Staatscourant, nummer 39 van 24 februari 2000. Vóór 1994 waren dit de 'ABC'-waarden. 
De S&I waarden voor grond zijn afhankelijk van het gehalte aan humus (organische stof) en lutum. Voor grondwater zijn de waarden van sommige stoffen afhankelijk van de diepte van het genomen grondwatermonster.
De streefwaarde geeft het niveau aan waarbij sprake is van een duurzame bodemkwaliteit. De interventiewaarden zijn de verontreinigingsniveaus waarboven sprake is van ernstige of dreigende ernstige vermindering van de functionele eigenschappen die de bodem heeft voor mens, plant of dier. De (S+I)/2 wordt ook wel de tussenwaarde (T) genoemd, als vervanging voor de oude 'B'-waarde. 
Overschrijdingen van de toetsingswaarden worden als volgt geïnterpreteerd:
- concentratie {\displaystyle <=} S: niet verontreinigd, schoon
- S {\displaystyle <} concentratie {\displaystyle <=} T: licht verontreinigd
- T {\displaystyle <} concentratie {\displaystyle <=} I: matig verontreinigd
- concentratie {\displaystyle >} I: sterk verontreinigd.

Voor gevallen van bodemverontreiniging ontstaan vóór 1987 bepaalt de hoeveelheid verontreinigde grond (>25 m3) of grondwater (>100 m3) samen met het verontreinigingsniveau (>I) of er sprake is van een al dan niet 'ernstig' geval van bodemverontreiniging.
Bovenstaande toetsingen zijn enkel van toepassing op beoordelingen die uitgevoerd moeten worden in het kader van de 'oude' Wet Bodembescherming. Sinds 1 januari 2024 is dit opgenomen in de omgevingswet.